# Sacrifice (album Saxon)
Sacrifice – dwudziesty pierwszy album studyjny heavymetalowego zespołu Saxon wydany 1 marca 2013 roku przez wytwórnię UDR Music.

## Lista utworów
1. „Procession” – 1:47
2. „Sacrifice” – 3:58
3. „Made in Belfast” – 4:35
4. „Warriors of the Road” – 3:32
5. „Guardians of the Tomb” – 4:49
6. „Stand Up and Fight” – 4:03
7. „Walking the Steel” – 4:24
8. „Night of the Wolf” – 4:20
9. „Wheels of Terror” – 4:22
10. „Standing in a Queue” – 3:38

## Twórcy
| Saxon w składzie - Biff Byford – wokal, producent, koncept okładki - Paul Quinn – gitara - Doug Scarratt – gitara - Nibbs Carter – gitara basowa - Nigel Glockler – perkusja Gościnnie - Jacky Lee Man – wokal wspierający (5) - Toby Jepson – wokal wspierający (4) | Personel - Andy Sneap – producent - Jacky Lehmann – miksowanie, mastering - Paul Raymond Gregory – projekt okładki - Kai Swillus – zdjęcia, projekt książeczki |